# Milton (Virgínia de l'Oest)
Milton és una població dels Estats Units a l'estat de Virgínia de l'Oest. Segons el cens del 2000 tenia 2.206 habitants.

## Demografia
Segons el cens del 2000, Milton tenia 2.206 habitants, 1.010 habitatges, i 628 famílies. La densitat de població era de 539,1 habitants per km².
Dels 1.010 habitatges en un 28,4% hi vivien nens de menys de 18 anys, en un 45,8% hi vivien parelles casades, en un 13,3% dones solteres, i en un 37,8% no eren unitats familiars. En el 34,2% dels habitatges hi vivien persones soles el 16,5% de les quals corresponia a persones de 65 anys o més que vivien soles. El nombre mitjà de persones vivint en cada habitatge era de 2,18 i el nombre mitjà de persones que vivien en cada família era de 2,78.
Per edats la població es repartia de la següent manera: un 21,6% tenia menys de 18 anys, un 9,2% entre 18 i 24, un 27,6% entre 25 i 44, un 22,6% de 45 a 60 i un 19% 65 anys o més.
L'edat mediana era de 39 anys. Per cada 100 dones de 18 o més anys hi havia 83,8 homes.
La renda mediana per habitatge era de 29.348 $ i la renda mediana per família de 31.786 $. Els homes tenien una renda mediana de 31.003 $ mentre que les dones 19.457 $. La renda per capita de la població era de 15.384 $. Entorn del 16,6% de les famílies i el 17,4% de la població estaven per davall del llindar de pobresa.

## Poblacions més properes
El següent diagrama mostra les poblacions més properes.